# Moduł (informatyka)
Moduł, pakiet (ang. module, unit, package) – oddzielny twór, przeważnie w postaci osobnego pliku, zawierający zdefiniowany interfejs, a także implementacje typów wartości, klas, zmiennych, stałych oraz treści procedur i funkcji. Jest to podstawowy element koncepcji programowania modularnego pozwalający na podział kodu programu na funkcjonalne części i umieszczenie ich w osobnych modułach, które są ponadto niezależne i wymienne. Korzystanie z modułów jest również blisko związane z programowaniem strukturalnym i programowaniem zorientowanym obiektowo.
W językach programowania takich jak Java i Go czasami używa się pojęcia pakiet w znaczeniu moduł, w Pythonie pakiet jest zbiorem modułów, a od Java 9 moduł będzie oznaczał zbiór pakietów.
Moduł to również procedura, która realizuje w systemie komputerowym (np. ERP) jedną lub więcej funkcji przedsiębiorstwa lub części tych funkcji. W konsekwencji moduł będzie często wdrażany jako program komputerowy.
Duże, złożone programy można podzielić i ustrukturyzować za pomocą modułów. Może to być przydatne na wiele sposobów. Na przykład rozmiar modułów ma wpływ na gęstość uszkodzenia - jest to najmniejszy z wielkością modułu od 200 do 400 linii kodu.  Projektowanie i definicja modułów i interfejsów jest częścią fazy projektowania w tworzeniu oprogramowania.